# Zelkova serrata
Espèce
Classification APG III (2009)
Le zelkova du Japon (Zelkova serrata) est une espèce de plantes à fleurs de la famille des Ulmaceae. C'est un arbre caducifolié aux feuilles dentelées lancéolées. Il est appelé keyaki (欅, ケヤキ) au Japon. Philipp Franz von Siebold, l'a introduit aux Pays-Bas en 1830.

## Description

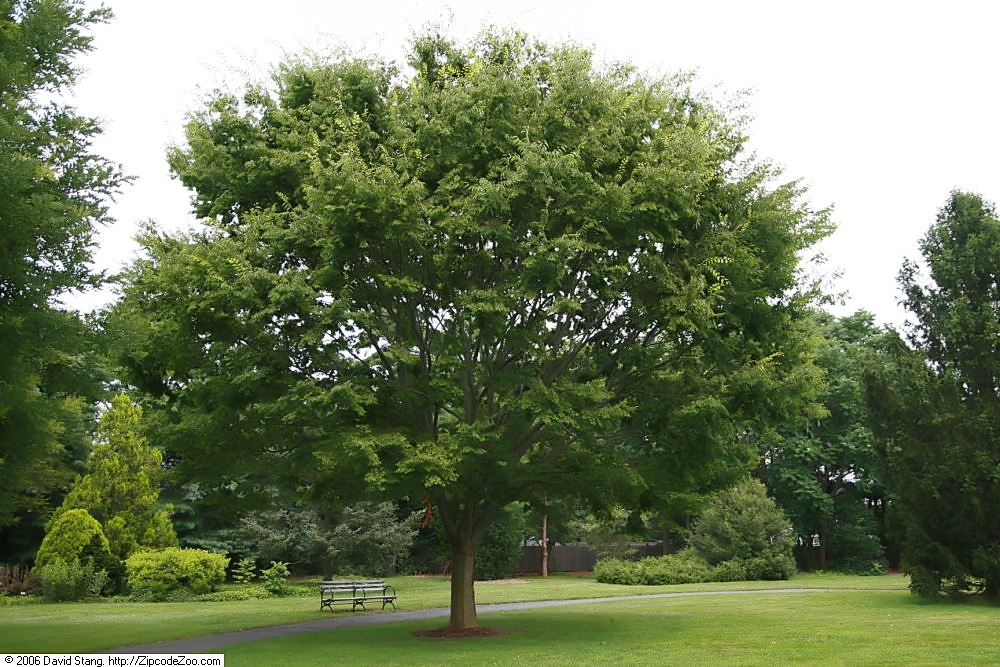
Un zelkova du Japon jeune dans un arboretum de New-York, avec le port typique de l'espèce.

Zelkova serrata est un arbre à feuilles caduques pouvant atteindre 30 m de hauteur. Il se caractérise par un tronc court se divisant rapidement en un faisceau de plusieurs branches dressées formant une tête large et ronde. Ces branches sont droites ou courbées vers l'extérieur, donnant un port évasé et assez large, contrairement au zelkova du Caucase qui présente un branchage en partie similaire mais plus vertical composé de branches bien plus nombreuses et plus dirigées vers l'intérieur de l'arbre, lui donnant un port bien différencié. Le port du zelkova du Japon rappelle celui de l'orme d'Amérique, mais avec un tronc moins haut et une couronne souvent plus large. L'arbre se développe rapidement quand il est jeune mais le taux de croissance ralentit avec le temps.

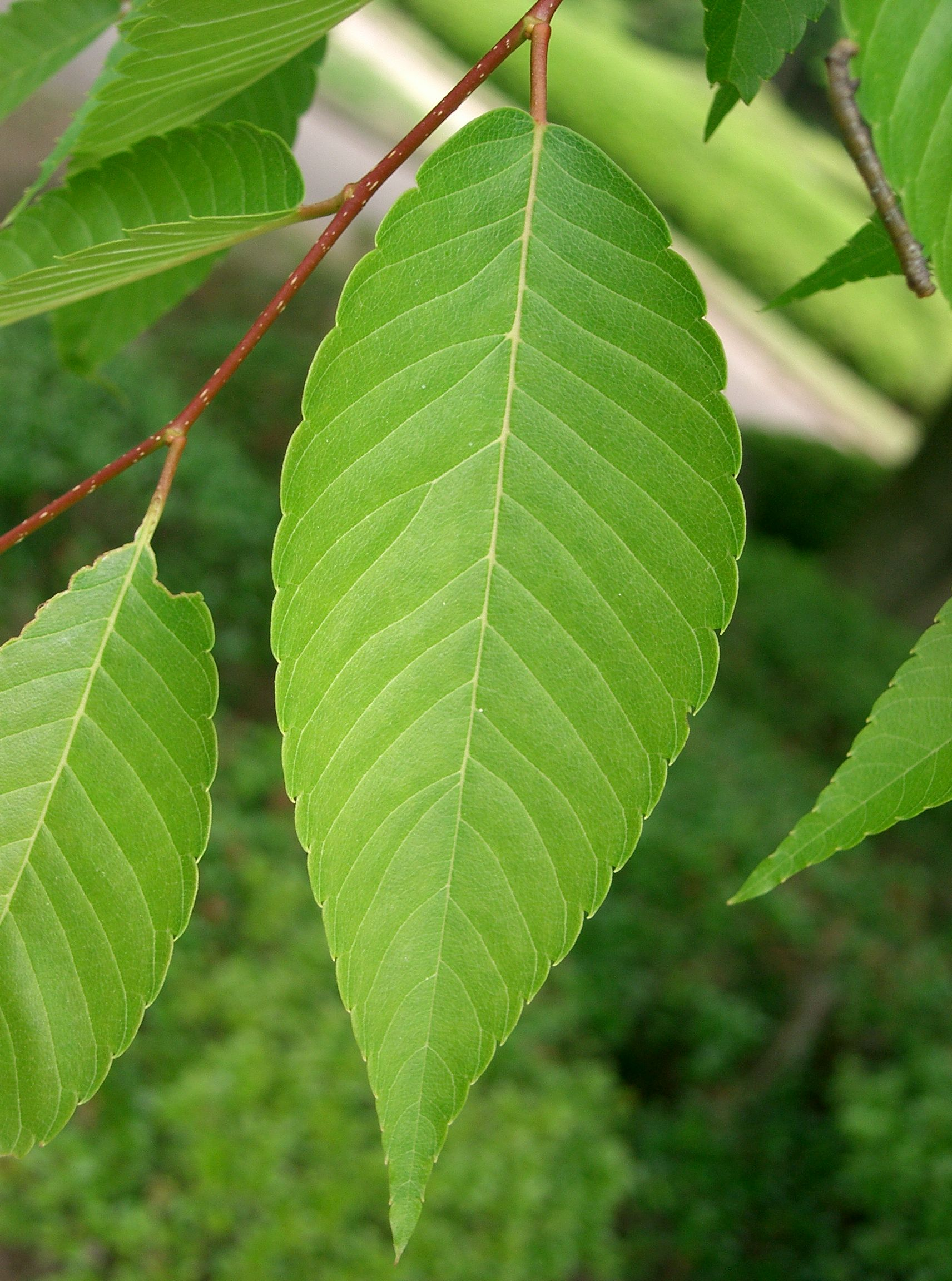
Une feuille.

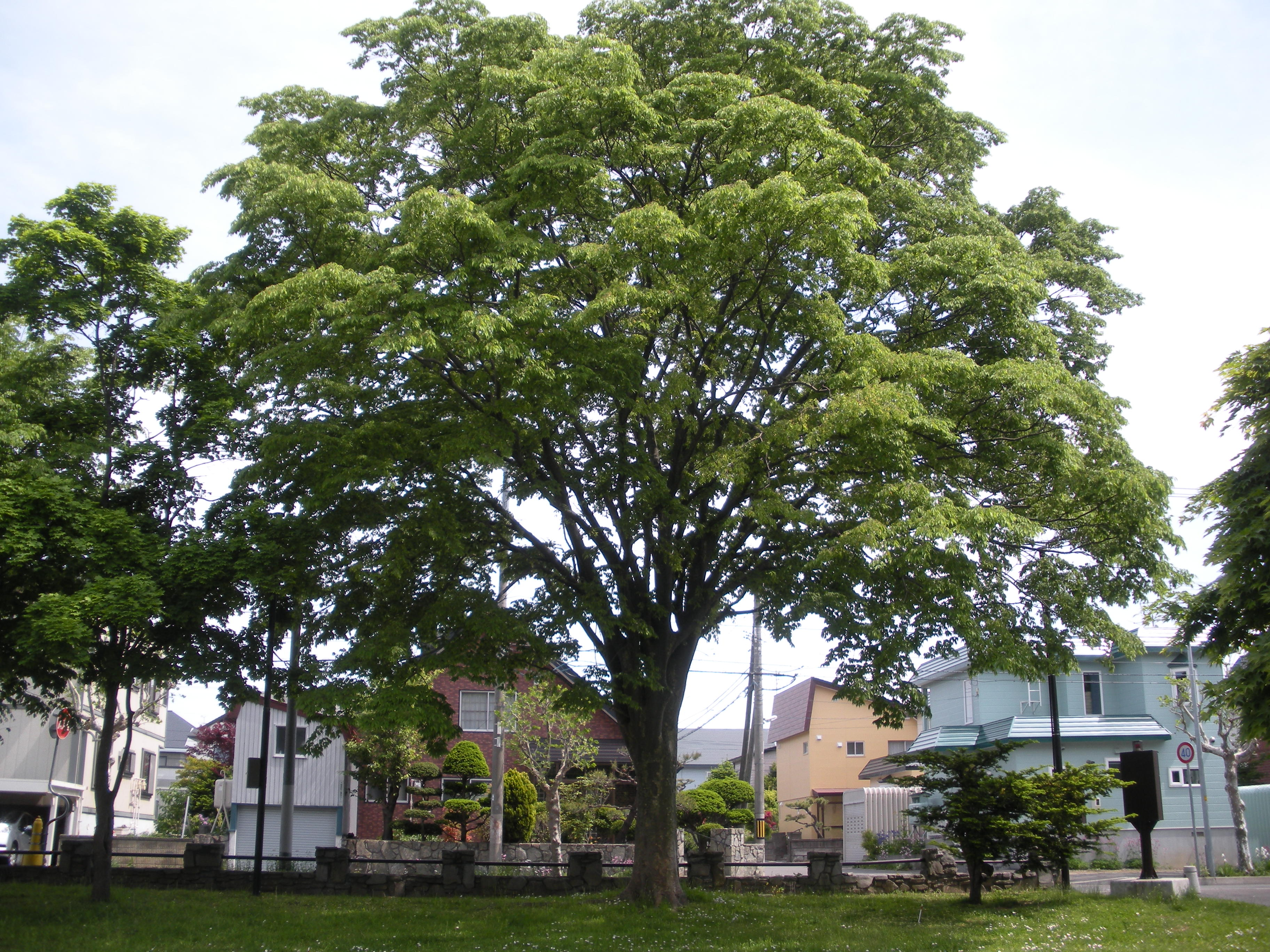
Un spécimen dans une rue au Japon.

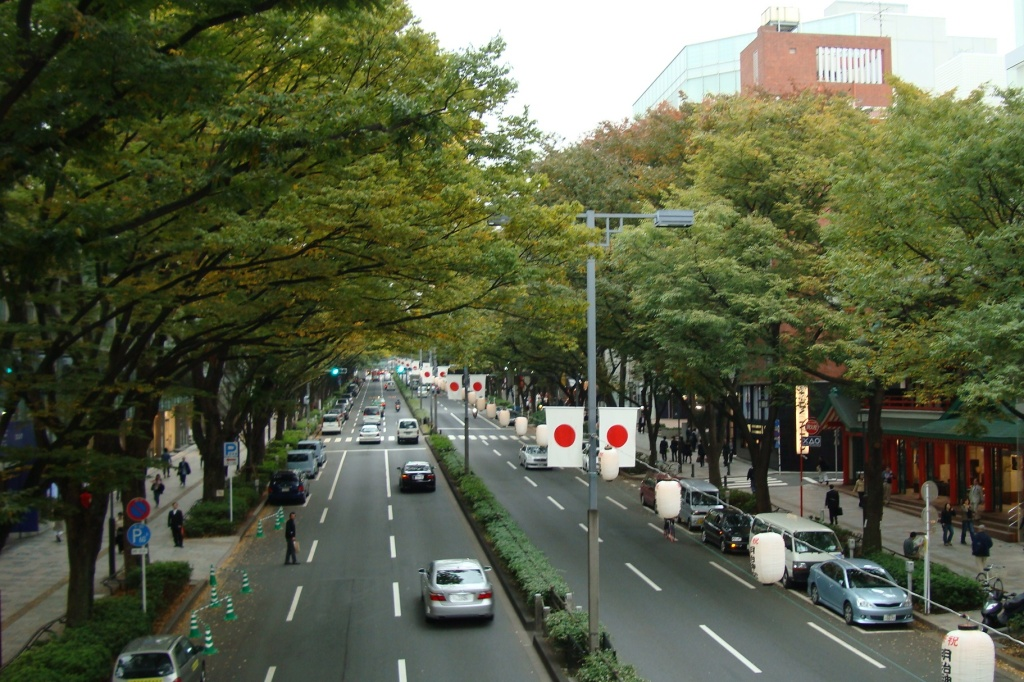
Plantation en alignements à Tokyo.

Il a des feuilles alternes poussant jusqu'à 5 cm de long et large. Les feuilles sont simples et ovales à oblongues-ovales avec des marges dentelées ou crénelées, qui ont donné à l'arbre son épithète spécifique serrata. Les feuilles sont acuminées ou apiculées, arrondies ou subcordées à la base, et contiennent 8-14 paires de veines. Les feuilles sont rugueuses sur le dessus et glabres ou presque glabres sur la face inférieure. Vertes à vert foncé au printemps et tout au long de l'été, passant à des jaunes, des oranges et des rouges en automne. Les pétioles mesurent 2 à 5 mm.
Z. serrata développe des fleurs monoïques au printemps avec les feuilles. Les bourgeons sont ovoïdes. Ils divergent à un angle de 45 degrés par rapport à la tige. Les fleurs staminées mesurent environ 3 mm de diamètre, groupées dans les aisselles des feuilles inférieures. Les fleurs femelles sont solitaires à l'aisselle des feuilles supérieures, sessiles et habituellement d'environ 1,5 mm de diamètre. Les fleurs sont jaune-vert, pas voyantes, et se produisent en groupes serrés le long de nouvelles tiges.
Les fleurs donnent de petites drupes aptères ovées qui mûrissent à l'automne. La drupe subsessile de 3 mm de diamètre est d'abord verte puis brune à maturation.
Pour identifier Zelkova serrata, on doit trouver un tronc court, à faible ramification et un port en forme de vase. Les brindilles sont minces avec de petits bourgeons coniques foncés en forme de zigzag. Les branches sont généralement glabres. L'écorce est blanc grisâtre à brun grisâtre et soit lisse avec lenticelles ou exfoliant en plaques pour révéler l'écorce interne orange. Les branches sont brun-violet à brun.

## Culture
Cet arbre nécessite un ensoleillement partiel et préfère des sols humides et bien drainés. Un engrais riche en potassium et en azote favorise la végétation et les bourgeons floraux. Il est adaptable et tolérant à la chaleur, à peu d'eau, à des sols pauvres en nutriments et à divers pH. Zelkova serrata se propage par les graines, racines de boutures et greffes. Les graines germent sans prétraitement mais le taux de germination est meilleur après stratification à 5 °C pendant 60 jours.

### Menaces
Les menaces qui pèsent sur cet arbre sont les coups de froid qui entraînent souvent un dépérissement des tiges. Il est très résistant à la graphiose de l'orme[réf. souhaitée], ce qui en fait un bon arbre de remplacement pour l'Orme d'Amérique. Zelkova serrata est semblable en apparence aux ormes, mais peut être distingué par ses fruits sans ailes et les feuilles qui sont symétriques plutôt qu'asymétriques à leur base. Zelkova serrata présente également une bonne résistance à la galéruque de l'orme et au scarabée japonais.

## Variétés et cultivars
Il existe deux variétés : Zelkova serrata var. Serrata au Japon et Zelkova serrata var. Tarokoensis (Hayata) à Taïwan qui diffère de l'espèce type par ses feuilles plus petites à dentelure moins profondément découpée sur les marges.
De nombreux cultivars ont été sélectionnés, y compris
- 'Fuiri keyaki' (feuilles panachées)
- 'Gobelin' (nain)
- 'Goshiki' (feuilles variées)
- 'Green Vase' (hauteur, couronne étroite )
- 'Voile Vert' (branches pendulaires)
- 'Iruma Sango' (fastigié)
- 'Nire Keyaki' (semi-nain)
- 'Pulverulenta' (feuilles panachées)
- 'Spring Grove' (couronne dressée)
- 'Variegata' (feuilles variées)
- 'Village Green' (pousse plus rapidement que les semis ordinaires et développe un tronc droit et lisse. Plus dur que les arbres d'origine japonaise)
- 'Variegata' (faible croissance, forme de petites feuilles avec un bord blanc étroit autour de la marge de la feuille),
- 'Parkview' (sélection avec bon format de vase, taille semblable à celle des espèces)
- 'Urban Ruby' (couleur automne rouge)
- 'Musashino' (Étroitement colonnaire dans la forme, à croissance rapide)
- 'Ogon' (feuilles vertes au printemps coloré, avec une médaille de bronze écorce contrastante de couleur)

Il a également été hybridé avec Zelkova carpinifolia en Europe, l'hybride étant nommé Zelkova × verschaffeltii .

## Utilisations
Il est souvent cultivé comme arbre d'ornement dans les parcs et jardins. Ses petites feuilles en font une essence appréciée pour l'utilisation en bonsaï. Il est également utilisé comme porte-greffe pour les ormes en Europe, autres espèces d'Ulmaceae.
C'est un symbole des villes japonaises de Sagamihara, Suzuka, Toyoake et Warabi.
Le bois de Keyaki est apprécié au Japon et souvent utilisé pour les meubles. Il est considéré comme le bois idéal pour la création de tambours taiko.
Selon les statistiques données examinées par Forest Service Corée en 1989, la plupart des arbres de plus de 500 ans étaient Zelkova serrata, alors que plus de 10 vieux arbres ont été enregistrés comme monuments naturels de la Corée.